# Drosophila gymnophallus
Drosophila gymnophallus är en tvåvingeart som beskrevs av Elmo Hardy och Kaneshiro 1975. Drosophila gymnophallus ingår i släktet Drosophila och familjen daggflugor.
Artens utbredningsområde är Hawaii.